# Кузнецова-Новолейнік Домна Іларіонівна
Домна (Домнікія) Іларіонівна Кузнецова-Новолейнік (1886–1962) — російський авіатор, перша (недипломована) жінка-пілот.

## Біографія
Дружина інженера Павла Андріяновича Кузнецова (1875—1963), пілота-авіатора Росії, що став згодом льотним інструктором.
Домна Іларіонівна разом з чоловіком захопилася авіацією: брала участь у підготовці його лекцій з навичок пілотування, з повітроплавання, була чудово знайома з технічним забезпеченням польотів. На жаль, знання з пілотування залишалися для Домни Іларіонівни лише теоретичними. У розпорядженні подружжя був лише одномісний апарат, що позбавляло інженера Кузнецова можливості навчити дружину льотної практики.

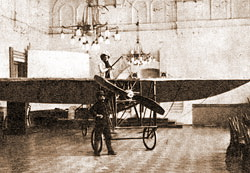
Світлина поруч з літаком «Блеріо»

Але в травні 1911 року, під час другого міжнародного авіаційного тижня в Санкт-Петербурзі, Домна Іларіонівна спробувала самостійно піднятися в повітря на їх власному літаку «Блеріо-XI». Але вона не змогла утримати в рівновазі аероплан, що вже відірвався від землі і, перевернувшись, він звалився на землю. Сама Кузнецова серйозно не постраждала, але більше бажання літати у неї не виникало. Не дивлячись на це, петербурзький часопис «Вісник повітроплавання» (№ 9 за 1911 рік) назве Домну Іларіонівну Кузнецову-Новолейнік «Першою російською жінкою-авіаторкою».
А 5 червня 1911 року «Петербурзька газета» опублікувала світлину відважної росіянки. Напис на знімку свідчила: «ПЕРША РОСІЙСЬКА ЖІНКА АВІАТОРЪ — Домникія Іларіонівна Кузнецова-Новолейнік».

### Родина
Сім'я Кузнецових прожила довге і щасливе життя. Павло Андріянович продовжив свою льотну діяльність. Після того, як він зазнав серйозної аварії під Владивостоком у 1912 році — довго лікувався і вирішив завершити льотну кар'єру. Авіатор повернувся до своєї колишньої професії будівельника.
Домна Іларіонівна присвятила себе театральному мистецтву. Кар'єра актриси була вельми успішною. Пробувала себе і в ролі режисера.
Осіла щаслива сім'я в Кисловодську. Померла перша російська авіатриса в Кисловодську в 1962 році, у віці 76 років.